# Момчило Попадић
Момчило Попадић Поп, Попе или Момо (Блато на Корчули, 25. март 1947 — Сплит, 20. новембар 1990) био је књижевник, песник, есејист, новинар.

## Биографија
Одрастао је на Корчули са мајком, баком и дедом. Oтац, по занимању судија, напустио их је када је Момчило био мали и вратио се у родно Панчево где се поново одао боемском животу. Неколико година касније Момчило је написао песму "Опрости ми, папе", посветивши је свом оцу, коју ће касније отпевати Оливер Драгојевић. Популарни Момо је и сам повремено долазио у Панчево (где је имао пуно родбине) а своју повезаност са овим банатским градом Момчило добија и 1976. године када је из штампе изашла антологија панчевачких песника "Срп на небу", дело драматурга Милоша Николића, у којој је, са три своје песме, био заступљен и Момчило Попадић. Студирао је на Филозовском факултету у Задру и важио за фанатичног навијача Црвене звезде . Умро је уочи рата, у 43. години, од рака грла.

## Стваралаштво
Збирке песама: "Гласно доба године", "Играчке мутног ума", "Господин О и његова љубав", Нолит, Београд, 1972, "Сунце шафранове боје", "Пучке свечаности" и "Фински нож".
Поред збирки песама иза себе је оставио и једну књигу мемоарских проза "Живит у стрпјенству или Момо, зашто се кривиш", (необјављене) драмске текстове као и низ репортажа, есеја, записа.
Своју прву књижевну критику објавио је 1989. године у "Слободној Далмацији", у којој је радио до смрти.
Сарађивао је са познатим композиторима Зденком Руњићем и Рајком Дујмићем. Његове песме у извођењу Мери Цетинић ("Стари љубавници"), Оливера Драгојевића ("Опрости ми, папе", "Најлипше те 'јуби они што те губи", "Ћа је живот венго фантажија", "Шта учинила си ти", "Лишина", ...), Јасне Злокић ("Скитница"), сплитске хард-роцк групе "Метак" ("Да ми је бити морски пас", "Она има своју драгу маму", "У чекању", "Лудница", "Тетрапак"), хрватског поп састава "Нови фосили" ("Сјети се", "Момо, зашто плачеш", "До задњег динара", "Тонка", "Кошуља плава") постигле су велику популарност .